# Bandiera di Lisbona
La bandiera di Lisbona (detta anche bandiera di San Vincenzo) è di forma rettangolare, con proporzione 2:3 e riporta un gheronato bianco e nero con, nel centro, uno scudo riportante lo stemma cittadino, elemento, quest'ultimo, che viene omesso nella versione civile della bandiera.
Nello stemma della città di Lisbona è rappresentato il trasferimento delle reliquie di San Vincenzo di Saragozza da Cabo de São Vicente a Lisbona. Una leggenda portoghese narra di come due corvi protessero il corpo del santo, martirizzato nel 304, dagli attacchi di animali selvatici fino a quando i seguaci del santo poterono recuperarlo per dargli una degna sepoltura. Nel 1173, re Alfonso Henriques fece riesumare il corpo e lo fece trasferire in nave dall'Algarve al monastero di São Vicente de Fora, a Lisbona, e anche durante questo spostamento il corpo fu accompagnato dai corvi.
Subito sotto lo stemma è presente la collana dell'Ordine della Torre e della Spada, il più alto ordine onorifico portoghese, conferita alla città il 3 giugno 1920 da parte del presidente António José de Almeida, e ancora più sotto è presente una pergamena bianca che reca la scritta "MUI NOBRE E SEMPRE LEAL CIDADE DE LISBOA" (in  portoghese: "la nobilissima e sempre leale città di Lisbona").
Sopra lo stemma della città è poi rappresentata una corona turrita a indicare lo status di città e di capitale di Lisbona.
I triangoli neri del gheronato, infine, furono introdotti nella bandiera, le cui origini risalgono alla fine del XIV secolo, come segno di lutto per il terremoto che, nel 1755, distrusse più di metà delle capitale portoghese.

## Versioni

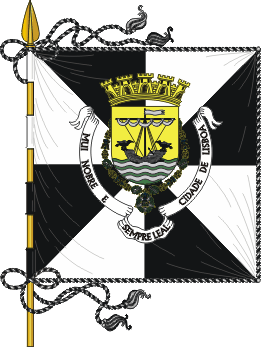
La bandiera di Lisbona in versione stendardo

Oltre alla già citata versione con proporzione 2:3 che, come detto, può riportare o meno lo stemma cittadino a seconda dell'utilizzo a cui è destinata, esiste anche una versione con proporzione 1:1 e dotata di corde a nappe nere e argentate che viene utilizzata in parate e altre cerimonie in rappresentanza della municipalità di Lisbona. 

## Curiosità
Alla bandiera di Lisbona, che è una delle più antiche bandiere ancora in uso, si rifà la bandiera della cittadina spagnola di Ceuta. Tale bandiera, adottata dalla città a partire dal 14 marzo 1995, riporta lo stesso gheronato della bandiera lisbonese, il tutto per commemorare la conquista portoghese della città nel 1415.